# Lilla spöket Laban spökar igen
Lilla spöket Laban spökar igen är en svensk animerad barnfilm som hade biopremiär i Sverige den 11 oktober 2024. Den är regisserad av Lasse Persson efter ett manus skrivet av Jan Vierth, Lena Ollmark och Anders Sparring. Filmen är baserad på karaktärerna från Inger och Lasse Sandbergs barnböcker om Lilla spöket Laban.

## Handling
Filmen kretsar kring det lilla spöket Laban. Trots att Laban är ett spöke är han rädd för mörkret. Han bor med mamma och pappa Spöke samt hans våghalsiga lillasyster Labolina i källaren på slottet Gomorronsol. På slottet bor också Kungen och Drottningen samt prinsessan Busan och lillprins Bus.

## Rollista

### Svenska originalröster
- Silas Strand – Laban
- Esmé Beckman – Labolina
- Lisette Pagler – mamma Spöke
- Rickard Söderberg – pappa Spöke
- Alicia Sternebom – prinsessan Busan
- Orlando Wahlsteen – prins Bus
- Adam Risberg – Drottningen
- Christian Arnet – Kungen
- Lasse Persson – Råttan & Tjuven
- Pytte Ravn – Monstret, Ugglan och Rufus
- Louise Epstein – radioröst
- Emma Molin – berättarröst